# IHeartRadio
iHeartRadio, ou simplement iHeart, est une plateforme de webradio fondée en avril 2008, et propriété de Clear Channel Communications. Elle est à la fois un système de recommandation et une station de radio en ligne qui compile du contenu provenant des 850 stations de radio possédées par iHeartMedia (anciennement Clear Channel Communications), ainsi que de centaines d'autres. iHeartRadio est disponible par le biais de navigateurs Internet, sur téléphone portable ainsi que sur certaines consoles de jeu vidéo.